# Vikinška doba v Estoniji
Vikinška doba v Estoniji je bila obdobje v zgodovini Estonije, del vikinške dobe (793–1066 n. št.). Ta takrat še ni bila enotna država, območje starodavne Estonije pa je bilo razdeljeno med ohlapne zavezniške regije. Pred njimi sta bili bronasta in zgodnja železna doba v Estoniji, v kateri se je razvila agrarna družba, obdobje preseljevanja (450–550 n. št.) in predvikinška doba (550–800 n. št.) s samo vikinško dobo trajalo med 800–1050 n. št.. Pogosto se šteje za del obdobja železne dobe, ki se je začela okoli 400 n. št. in končalo okoli 1200 n. št., kmalu po tem, ko je bilo v Eric Chronicle zabeleženo, da so estonski Vikingi leta 1187 oplenili Sigtuno.
Družbo, gospodarstvo, poselitev in kulturo ozemlja današnje države Estonije preučujejo predvsem z arheološkimi viri. Videti je, da je bila doba obdobje hitrih sprememb. Estonska kmečka kultura je nastala ob koncu vikinške dobe. Splošno razumevanje vikinške dobe v Estoniji se šteje za fragmentarno in površno zaradi omejene količine ohranjenega izvornega materiala. Glavni viri za razumevanje obdobja so ostanki kmetij in utrdb tistega časa, pokopališča in velika količina izkopanih predmetov.
Pokrajina starodavne Estonije je imela številna gradišča, nekatera kasnejša gradišča na  Saaremaai so bila v dobi Vikingov in naprej v 12. stoletju močno utrjena. Območja severne in zahodne Estonije so v dobi Vikingov spadala v skandinavsko kulturno sfero. Na obali Saaremaae so bila številna pozno prazgodovinska ali srednjeveška pristanišča, vendar ni bilo najdenih nobenih, ki bi bila dovolj velika, da bi bila mednarodna trgovska središča.  Estonski otoki imajo tudi številne grobove iz vikinške dobe, tako individualne kot skupne, z orožjem in nakitom. Orožje, najdeno v grobovih iz estonske vikinške dobe, je običajno podobno, kot jih najdemo po vsej severni Evropi in Skandinaviji.

## Pisni viri
Saxo Grammaticus opisuje prebivalce Estonije in Kurše, ki so sodelovali v bitki pri Bråvalli na strani Švedov proti Dancem, ki so jim pomagali Livonci in Vendi iz Pomeranije. Saxo ne omenja baltskih plemen – torej Letov in Litovcev, ki so sodelovala v boju.
Snorri Sturluson v svoji Ynglinga saga pripoveduje, kako je švedski kralj Ingvar (7. stoletje), sin Östena in veliki bojevnik, prisiljen patruljirati ob obalah svojega kraljestva v boju proti piratom iz Estonije. Saga govori o njegovi invaziji na Estonijo, kjer je padel v bitki proti moškim Estlandije, ki so padli z veliko vojsko. Po bitki je bil kralj Ingvar pokopan blizu morske obale v Estoniji in Švedi so se vrnili domov.
Po sagah Heimskringla je leta 967 norveška kraljica Astrid s svojim sinom, poznejšim norveškim kraljem Olafom Tryggvasonom, pobegnila iz svoje domovine v Novgorod, kjer je imel njen brat Sigurd časten položaj na dvoru kneza Vladimirja. Na svoji poti so "vikingi iz Estonije" vdrli na ladjo in ubili nekaj posadke, druge pa odpeljali v suženjstvo. Šest let pozneje, ko je Sigurd Eirikson odpotoval v Estonijo, da bi v imenu Valdemarja pobiral davke, je opazil Olafa na trgu v Saaremaai in plačal za njegovo svobodo.
Bitka med estonskimi in islandskimi Vikingi pri Saaremaai je opisana v Njáls saga leta 972 n. št.
Okoli leta 1008 je na Saaremaai pristal Olaf II. Haraldsson, kasnejši norveški kralj. Presenečeni domači prebivalci so se sprva poskušali pogajati o zahtevah kralja in njegovih mož, nato pa so zbrali vojsko in se z njimi soočili. Kljub temu je Olaf (ki je bil takrat star 12 ali 13 let) zmagal v bitki.
Okoli leta 1030 je bil švedski vodja Vikingov Freygeirr morda ubit v bitki na Saaremaai.
Livonska kronika opisuje prebivalce Estonije, da uporabljajo dve vrsti ladij, piratica in liburna. Prva je bila vojaška ladja, druga pa predvsem trgovska ladja. Piratica je lahko nosila približno 30 mož in je imela visok premec v obliki zmaja ali kačje glave ter štirikotno jadro.

## Gospodarstvo
V dobi Vikingov je bilo najbolj dokončen izvoz z območja Estonije železo. V Estoniji najdemo surovino železa v obliki barjanskega železa na več mestih. Ocenjuje se, da se je izvoz železa iz Estonije začel že pred zadnjo železno dobo.
Tako kot na drugih lokacijah v severni Evropi so v dobi Vikingov meče in sulice izdelovali v Estoniji. Petersenova rezila tipa K so bila najštevilčnejša v Estoniji v 10. stoletju, najdene pa so bile tudi Petersenove sulične konice tipa M.

## Arheologija
Zakladi iz vikinške dobe iz Estonije večinoma vsebujejo srebrne kovance in palice. V primerjavi z bližnjimi sosedi ima Saaremaa najbogatejše najdbe vikinških zakladov po Gotlandu na Švedskem. To močno nakazuje, da je bila Estonija pomembna tranzitna država v času Vikingov.
Estonija je eno najbogatejših ozemelj v severni Evropi po zakladih iz 11. in 12. stoletja. Najstarejši zakladi kovancev, najdeni v Estoniji, so arabski dirhami iz 8. stoletja. Največji zakladi iz vikinške dobe, najdeni v Estoniji, so bili v župnijah Maidla in Kose. Od 1500 kovancev, objavljenih v katalogih, jih je 1000 anglosaških.
V letih 2008 in 2010 sta bili v bližini vasi Salme na otoku Saaremaa odkriti dve ladji skandinavskega izvora, izdelani iz desk. Obe ladji imenovani ladji Salme, sta bili uporabljeni za pokope okoli 700–750 našega štetja v nordijski železni dobi in sta vsebovali ostanke več kot 40 bojevnikov, ubitih v bitki, ter številno orožje in druge artefakte.
Grobove z ladjami v Salmeju, ki so bili izkopani v letih 2011 in 2013 in so bili datirani v okoli 750 n. št., so razlagali kot moške, ki so pripotovali na otok Saaremaa iz Švedske, na podlagi vsega orožja in drugih artefaktov tipično švedskih. Vendar so izkopavanja kultnega mesta Viidumäe na Saaremaa (20 km od Salmeja), ki so se začela leta 2014, in so najdišča iz 7. in 8. stoletja, torej pred in nekoliko po pokopih ladij Salme, so to osvetlili na novo, saj je bilo na kultnem mestu najdeno veliko orožja in drugih predmetov istih vrst, kot jih najdemo v Salmeju, v jasno lokalnem kontekstu z velikim številom zatičev lokalnega tipa, vendar s tipičnimi skandinavskimi okraski, ki prikazujejo iste tipe orožja je bilo v lokalni uporabi. Že dolgo je znano, da se v 10. stoletju orožje in drugi atributi, ki so jih uporabljali bojevniki na Saaremaai, niso razlikovali od tistega, ki so jih uporabljali na Švedskem, toda najdbe v Viidumäeju, skupaj s pojavom okoli leta 650 našega štetja nove vrste grobov na Saaremaai, so tip, ki ga sicer najdemo le na Švedskem, naj bi nakazoval precejšen švedski vpliv na kulturo Saaremaa že pred 10. stoletjem.

## Prebivalstvo
Prebivalstvo starodavne Estonije v pozni železni dobi, približno 1100 n. št., je ocenjeno na 150.000, po zgornjih ocenah pa okoli 180.000. To je petkratno povečanje od približno 30.000 prebivalcev istega območja v rimski železni dobi, okoli leta 400. Za primerjavo, prebivalstvo Norveške med letoma 1000 in 1100 naj bi bilo okoli 200.000 ljudi.
Menijo, da so finska plemena okoli leta 1000 našega štetja živela v severni, zahodni in jugovzhodni Estoniji. Obstajajo tudi omembe o morebitni nordijski naselbini v Harjumaa	 v 11. stoletju.
Prebivalci Estonije iz vikinške dobe veljajo za neposredne prednike sodobnih Estoncev. Arheolog Andres Tvauri je komentiral vprašanje etničnosti:
Prepričan sem, da je sodobna estonska nacionalna identiteta produkt dogodkov in ideologij 18.–19. stoletja. Hkrati pa ni dvoma, da so ljudje, ki so naselili Estonijo v drugi polovici prvega tisočletja, neposredni predniki sodobnih Estoncev. — Andres Tvauri, (Tvauri 2012)

## Kultura
V vikinški dobi je bilo območje Estonije razdeljeno med dve različni kulturni območji – severno in zahodno Estonijo ter jugovzhodno Estonijo. Severna in zahodna Estonija, ki sta predstavljali 2/3 današnje Estonije in je bila gosto poseljena, vključno z Öselom, sta veljali za skandinavsko kulturno območje.
Severna in zahodna Estonija sta se na splošno ujemali z območji zgodovinskih provinc Saaremaa, Läänemaa, Harjumaa in Virumaa. Skandinavski pisni viri kažejo, da so bila ta štiri območja v očeh Skandinavcev jasno razločena, saj so za vsako uporabljali ločena imena: Eysysla za Saaremaa, Adalsysla za Läänemaa, Refaland za Harjumaa in Virland za Virumaa. Zgodovinski izraz Saaremaa je vključeval vse otoke v zahodni Estoniji, ne samo enega samega otoka Saaremaa, za katerega se izraz uporablja danes.

## Arhitektura
V Estoniji je znanih 41 gradišč iz druge polovice prvega tisočletja. 37 od teh je bilo zgrajenih in/ali je bilo v uporabi v obdobju pred Vikingi in obdobju Vikingov. V severozahodni Estoniji je gradišče, ki je bila najbolj temeljito raziskano in je bilo uporabljeno v dobi Vikingov, gradišče Iru. Začetek vikinške dobe v Estoniji lahko štejemo za najbolj aktivno obdobje gradišča. Sprva so bila zgrajena iz lesa in peska, kasneje pa so jih nadgradili z velikimi obrambnimi okopi na obeh koncih.
Gradišča v Estoniji iz vikinške dobe so bile večinoma v naselbinskih središčih. Jasno je vidna tudi povezava med umestitvijo gradišč in rek. To je mogoče razložiti z dejstvom, da so bile reke uporabljene kot transportni sistem in tudi, da so pobočja rečnih bregov omogočila dobro umestitev gradišč v sicer precej ravninski estonski pokrajini.

### Območja s trdnjavami iz vikinške dobe v Estoniji
| Ahisilla   | Hinniala  | Iru     | Kärla   | Rõuge      | Tilleoru |
| Kassinurme | Keava     | Kurista | Lihula  | Saadjärve  | Tõrva    |
| Mõrgi      | Joaorg    | Otepää  | Pada    | Soontagana | Unipiha  |
| Padise     | Peatskivi | Purtse  | Rakvere | Tartu      | Kuusalu  |

### Vikinška naselja
- Gradišče Iru
- Gradišče Kõivuküla Aagemägi
- Gradišče Märdi
- Gradišče Truuta Nahaliin
- Naselje Aakre Kivivare
- Kõrista linnamägi, Põlva
- Naselje Jezero Valgjärv, Koorküla
- Pokopališče Lahepera, Vzhodna Estonija
- Gradišče Keava
- Jägala-Joa IV.

## Tranzicija
Konec vikinške dobe v Estoniji je v arheoloških zapisih opredeljen z naslednjimi dogodki:
- Opustitev središč z utrdbo in naseljem
- Nastanek vaških naselij
- Pojav novih grobišč
- Pojav večjih pokopališč
- Pojav lončenine narejene z lončarskim vretenom
- Pojav pridelave ozimne rži

Z vzponom centralizirane oblasti in krepitvijo obalne obrambe na območjih, izpostavljenih Vikingom, so vikinški napadi postali bolj tvegani in manj donosni. Z naraščajočo prisotnostjo krščanstva in vzponom kraljev in kvazi fevdalnega sistema v Skandinaviji so se ti napadi popolnoma ustavili. Do 11. stoletja se o Skandinavcih pogosto piše, da so se spopadli z estonskimi Vikingi (Víkingr frá Esthland), kar bi na koncu pripeljalo do nemškega, danskega in švedskega sodelovanja v severnih križarskih vojnah in skandinavskem osvajanju Estonije.
Lokalna plemena so bila sčasoma preplavljena in doživela krst, vojaško okupacijo in včasih iztrebljanje s strani nemških, danskih in švedskih sil.

### Citati
- Mägi, Marika (2018). In Austrvegr: The Role of the Eastern Baltic in Viking Age Communication across the Baltic Sea (v angleščini). BRILL. doi:10.1163/9789004363816. ISBN 9789004363816. Pridobljeno 8. oktobra 2018.
- Lang, Valter (2007). The Bronze and Early Iron Ages in Estonia (Estonian Archaeology). Tartu: University of Tartu Press. doi:10.26530/OAPEN_423939. ISBN 9789949117260.
- Tvauri, Andres (2012). The migration period, pre-viking age, and viking age in Estonia. ISBN 9789949199365.
- Mägi, Marika (2015). »Chapter 4. Bound for the Eastern Baltic: Trade and Centres AD 800–1200«.  V Barrett, James H.; Gibbon, Sarah Jane (ur.). Maritime Societies of the Viking and Medieval World. Maney Publishing. str. 41–46. ISBN 978-1-909662-79-7.
- Lang, Valter (2011), Traceless Death. Missing Burials in Bronze and Iron Age Estonia., Estonia: Estonian Journal of Archaeology, str. 109–129
- Urlanis, B T︠S︡ (1941). Rost naselenii︠a︡ v Evrope : opyt ischislenii︠a︡ [Population growth in Europe] (v ruščini). Moskva: OGIZ-Gospolitizdat. OCLC 42379320.
- »Palverännak – The Iru hill fort«. www.palverand.ee. Arhivirano iz prvotnega spletišča dne 14. septembra 2019. Pridobljeno 8. oktobra 2018.
- Larsson, Gunilla (2007). Ship and society: maritime ideology in Late Iron Age Sweden (v angleščini). Uppsala Universitet, Department of Archaeology and Ancient History. ISBN 9789150619157.
- Leslie-Jacobsen, Helen; Hopkins, Joseph (2015), »The Situation of Finnic Languages in the Iron Age, Part I«, RMN Newsletter 9: 64–115, pridobljeno 8. oktobra 2018
- Sturleson, Snorri (1838). Snorre Sturlesons norske Kongers Sagaer (v danščini). Guldberg. Pridobljeno 8. oktobra 2018.
- Martens, Irmelin (2004), »Indigenous and imported Viking Age weapons in Norway – a problem with European implications« (PDF), Journal of Nordic Archaeological Science, 14: 125–137, pridobljeno 8. oktobra 2018
- Frucht, R. (2004), Eastern Europe: an introduction to the people, lands, and culture., Santa Barbara: ABC-CLIO
- Rannamäe, Eve; Valk, Heiki; Kama, Pikne; Olli, Maarja (2012), »Excavations on the hill forts of south-eastern Estonia: Kõivuküla, Märdi, Truuta and Aakre«, Arheoloogilised Välitööd Eestis (Archeological Fieldwork in Estonia): 27–46, pridobljeno 9. oktobra 2018
- Kivirüüt, Ann; Olli, Maarja (2015), »Archaeological research on Aakre Kivivare tarand-grave« (PDF), Archeological Fieldwork in Estonia: 29–70, pridobljeno 9. oktobra 2018
- Tõnisson, Evald; Mäesalu, Ain; Valk, Heiki; Solnask, Helle; Kool, Jaana (2008). Eesti muinaslinnad (Prehistoric strongholds of Estonia) (v estonščini). Tartu èUlikool. str. 313–314. ISBN 9789985405383. Pridobljeno 10. oktobra 2018.
- Roio, Maili (18. julij 2013). »New Interpretations of Settlement Remains in Lake Valgjärv of Koorküla, Estonia«. Journal of Wetland Archaeology. 7 (1): 23–32. doi:10.1179/jwa.2007.7.1.23. S2CID 129305049.
- Oll, M. (2. julij 2015). »Intriguing Viking Age underwater structure draws international interest«. ERR (v angleščini). Eesti Rahvusringhääling. Pridobljeno 10. oktobra 2018.
- Karro, Krista (11. marec 2015). »Continuing Landscape, Continuing Life: Burial Site of Lahepera in Eastern Estonia«. Papers from the Institute of Archaeology. 25 (1). Art. 4. doi:10.5334/pia.480.
- Tvauri, Andres (2012b). »Archaeological Finds from the Hill Fort at Keava« (PDF). Estonian Journal of Archaeology. 1 (16): 36. doi:10.3176/arch.2012.supv1.03. Pridobljeno 10. oktobra 2018.
- Kriiska, Aivar; Sikk, Kaare (2014). »Archaeological test excavations at the Mesolithic and Iron Age settlement site Jägala-Joa IV« (PDF). Archaeological Field Works in Estonia (v angleščini) (2013): 45–54. ISSN 1406-3972. Pridobljeno 10. oktobra 2018.
- Abercromby, John (1898). The Pre- and Proto-historic Finns, Both Eastern and Western: With the Magic Songs of the West Finns (v angleščini). David Nutt. str. 141. Pridobljeno 11. oktobra 2018.
- Sturluson, Snorri (1230). The Heimskringla: Or, Chronicle of the Kings of Norway (v angleščini).
- Johnson, Brent Landon (14. marec 2014). »Víkingar frá Eistlandi: Austmarr in the Old Icelandic Sagas« (v angleščini). Yale University: Yale Baltic and Scandinavian Studies Conference 2014. Pridobljeno 11. oktobra 2018. {{navedi časopis}}: Sklic journal potrebuje|journal= (pomoč)
- Leimus, Ivar; Molvogin, Arkady (2001). Sylloge of coins of the British Isles. Oxford University Press. ISBN 978-0-19-726220-7.
- Christiansen, Eric (1998). The northern Crusades (2nd, new izd.). Penguin. ISBN 978-0-14-026653-5.
- Mägi, Marika; Jets, Indrek (2015), Local shape, foreign decoration, shared cultural values in dress pins from the Viidumäe sacrificial site on Saaremaa (PDF), arhivirano iz prvotnega spletišča (PDF) dne 11. oktobra 2018, pridobljeno 11. oktobra 2018
- Curry, Andrew (10. junij 2013). »The First Vikings – Archaeology Magazine«. www.archaeology.org (v britanski angleščini). Archaeological Institute of America. Pridobljeno 11. oktobra 2018.